# Ходалица
Ходалица је ортопедско помагало у облику металног оквир са четири ноге коју особа која је користи поставља  испред себе и на који се ослања када се креће напред ако имаа потешкоћа у ходању, или за одржавање равнотеже код опште стабилности током ходања. 
Метални оквири за ходање могу имати два предња точка, а на располагању су и ходалице са три или четири точка, такође и седиштем познате као ролатори.

## Историја
Ходалице су почеле да се примењују у САД раних 1950-их. Први амерички патент додељен је 1953. године Вилијаму Крибесу Робу из Стретфорда.  
У Великој Британији патент за уређај под називом „помоћ при ходању“, који је поднет британском заводу за патенте одобрен је за употребу августа 1949. године. 
Две варијанте ходалице са точковима добиле су амерички патент у мају 1957. године, а први дизајн без точкова који је назван „шеталица“ патентирао је 1965. Елмер Ф. Риес из Синсинатија, Охајо., 
Прву шеталцу која личи на модерне ходалице патентирао је 1970. Алфред А. Смит из Ван Нуиса, Калифорнија. 
Године 2023. објављени су дизајни за прву ходалицу отвореног кода након тестирања који је могао да се дигитално реплицира и прилагоди помоћу јефтиног 3Д штампача, био је смањене масе за 20%.

## Конструкција
Ходалица се састоји од лаганог металног оквира који је висок до нивоа струка, и нешто веће ширине од тела корисника.  
Ходалице су у зависности од намене доступни у разним величинама као што су педијатријске (за децу) или баријатријски (за гојазне особе). 
Савремене ходалице су подесиви по висини како би могле да се поставе на висину која је удобна за корисника, како би му омогућила да задржи благо савијан положај у рукама. Ова кривина је потребна да би се омогућила правилна циркулација крви кроз руке док се користи ходалица. 
Предње две ноге ходалице могу или не морају имати причвршћене точкове, у зависности од снаге и способности особе која користи ходалицу. Такође је уобичајено видети точкове или клизаче на задњим ногама ходалице са точковима на предњим. 
Додатни производи од филца прилагођени да клизе са ногама као што су лепљива стопала, заједно са тениским лоптицама са рупама урезаним да би се поставиле на ноге, такође се користе на површинама као што су подови од тврдог дрвета, епоксида и линолеума који су уобичајени за установе у старачким домовима и болницама.

## Примена
Док особа хода са оквиром који окружује предњу и бочну страну тела, руке јој пружају додатну подршку држањем за рам оквира ходалице. У начелу ртоком употребе, ходалица се подиже и поставља на кратку удаљеност испред корисника. Корисник затим иде до ње и потом више пута понавља процес до доласка до крајњег циља. 
Употребем ходлиаце са точковима и клизачимаа, корисник може да гура ходалицу напред уместо да гаје подиже. Ово му олакшава коришћење ходалице, јер не захтева од корисника да користи снагу руку за подизање ходалице. (ово је корисно за оне са малом снагом руку).
Ходалицу често користе они који се опорављају од повреда ногу или леђа. Такође је обично користе особе које имају проблема са ходањем или са благим проблемима са равнотежом.

### Хеми-ходач
У употреби је и хеми-ходач, ходалица отприлике упола мања од традиционалне ходалице која је намењена особама чија је спретност ограничена или непостојећа у једној руци. 
Ове ходалице су стабилнији од четвороструког штапа (штапа са четири тачке које додирују тло, за разлику од он са једном), али се не препоручују тако често као традиционалне ходалице за оне који могу да га користе.